# Oriv, Skole
Oriv (în ucraineană Орів) este localitatea de reședință a comunei Oriv din raionul Skole, regiunea Liov, Ucraina.

## Demografie
Componența lingvistică a localității Oriv
     Ucraineană (99,54%)
     Alte limbi (0,47%)
Conform recensământului din 2001, majoritatea populației localității Oriv era vorbitoare de ucraineană (99,54%), existând în minoritate și vorbitori de alte limbi.